# Oxira reciproca
Oxira reciproca är en fjärilsart som beskrevs av Walker 1865. Oxira reciproca ingår i släktet Oxira och familjen nattflyn. Inga underarter finns listade i Catalogue of Life.